# Texelschaf

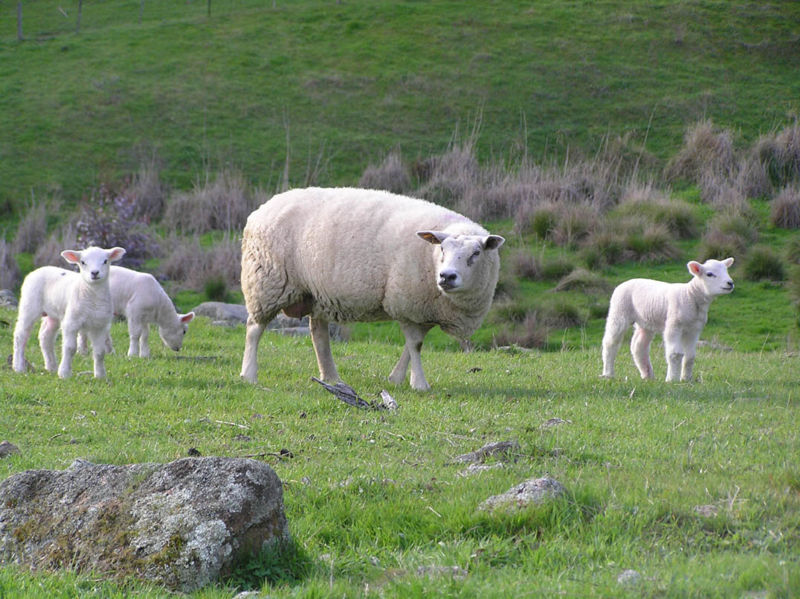
Texelschaf mit Drillingen

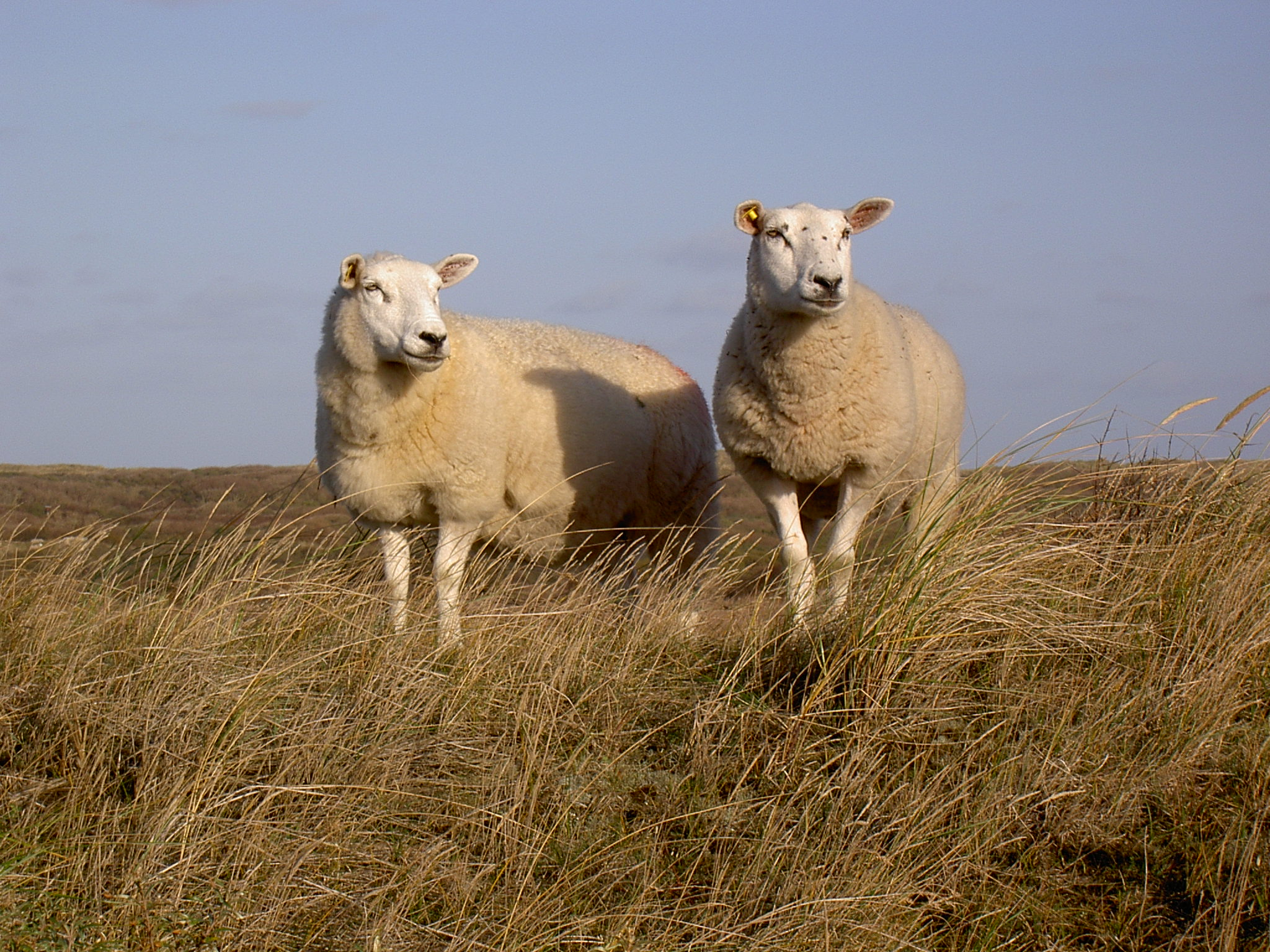
Texelschafe auf der Insel Texel

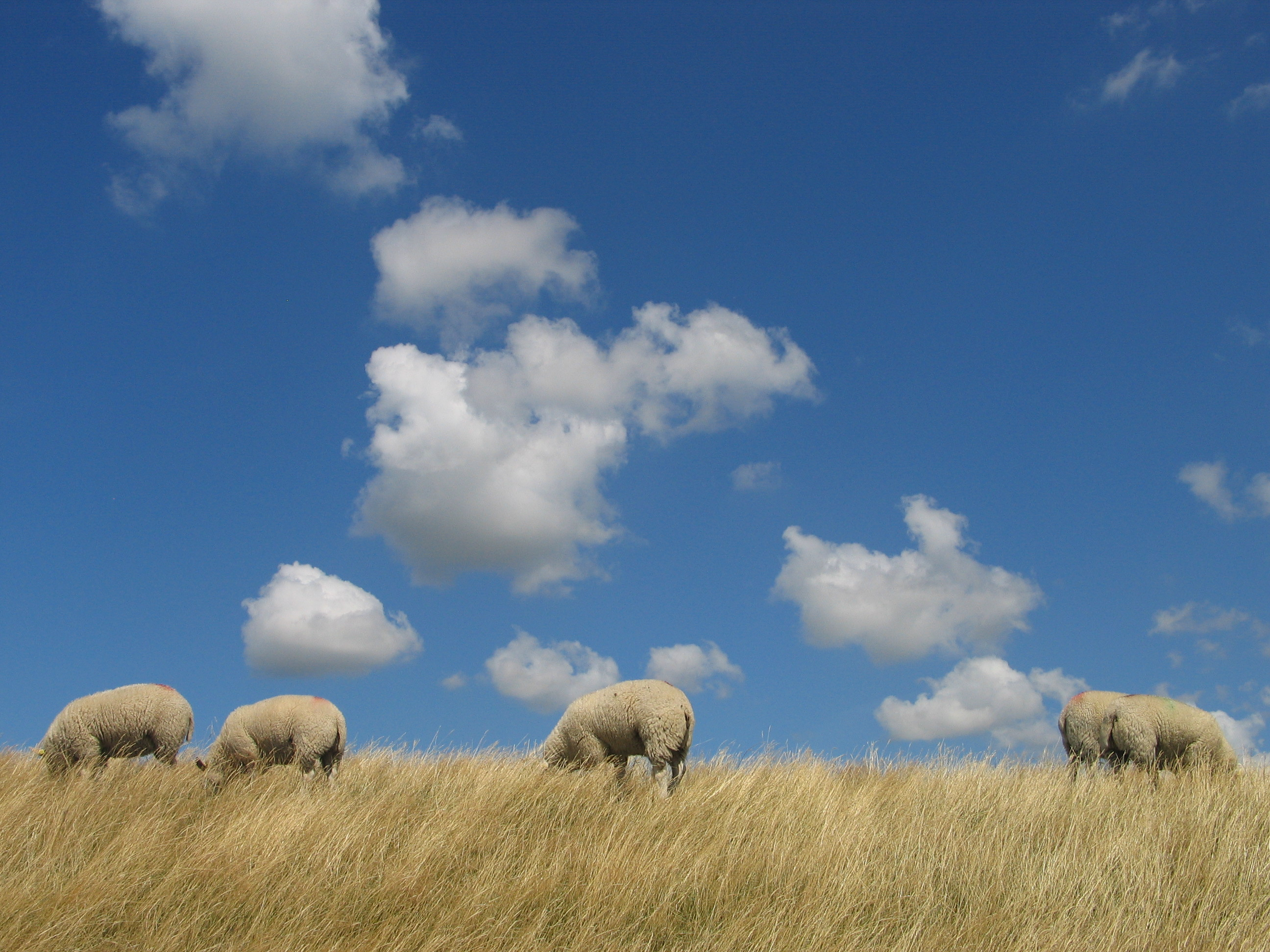
Texelschafe, weidend

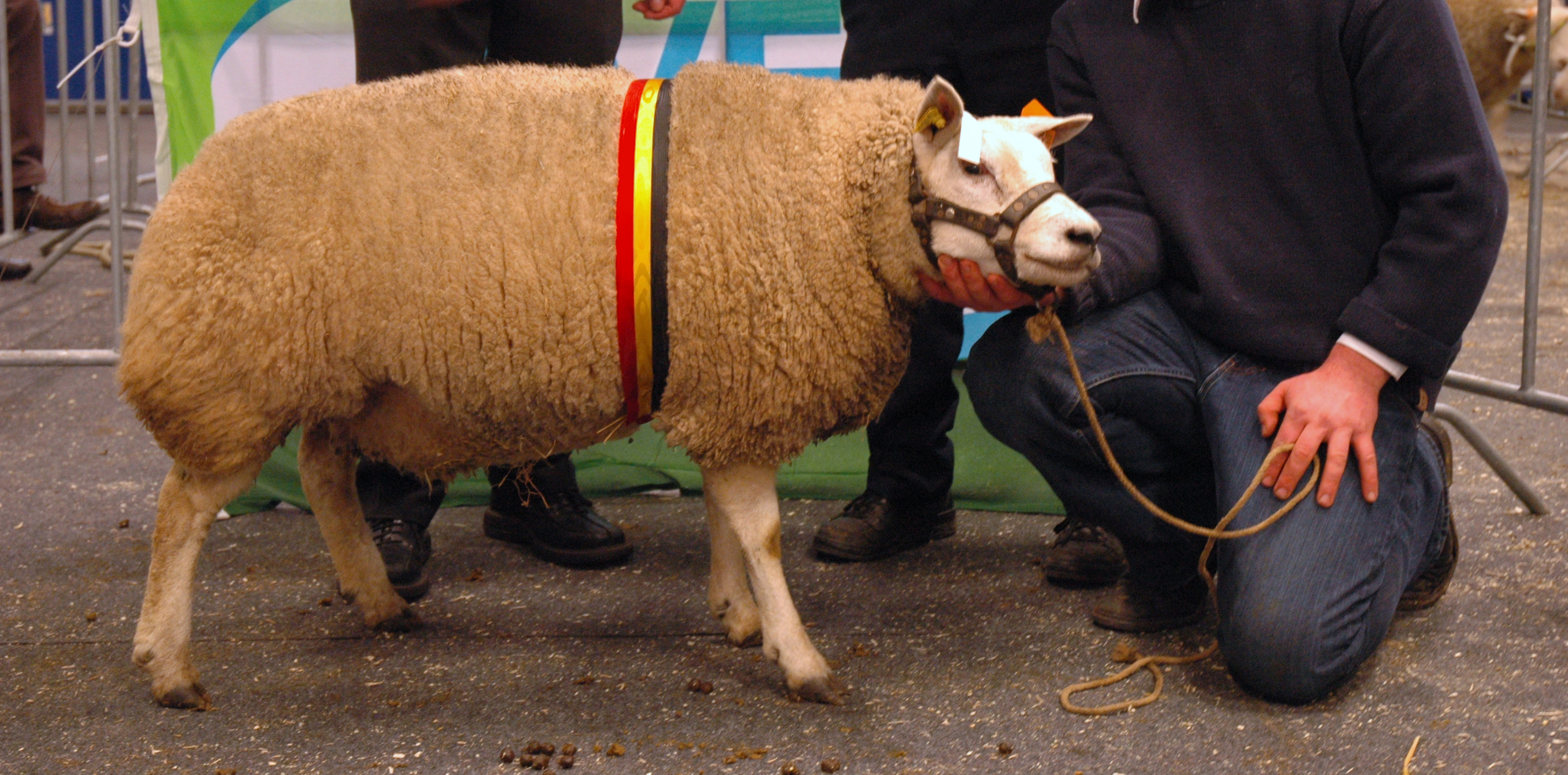
Preisgekröntes Texelschaf

Das Texelschaf oder Texelaar ist eine Fleischschaf-Rasse, die ursprünglich von der niederländischen Nordseeinsel Texel stammt.
Die größte Anzahl Texelschafe gibt es heute in Neuseeland und Australien, wo Anfang der 1990er Jahre Tiere aus Europa zur Weiterzucht eingeführt wurden. Auf Texel selbst werden permanent rund 14.000 Tiere gehalten (also etwa gleich viele wie Einwohner auf der Insel leben). Im Frühjahr werden etwa 11.000 Lämmer geboren. Texelaar ist die in den Niederlanden am häufigsten gehaltene Schafsrasse. In den gesamten Niederlanden werden von rund 20.000 Betrieben knapp 1,5 Millionen Schafe gehalten, davon 70 % Texelschafe und 25 % Texelschaf-Kreuzungen. In Deutschland wird das Texelschaf seit den 1960er Jahren gehalten. Es war zunächst nur im Norden Deutschlands verbreitet, wurde dann aber zunehmend auch in Süddeutschland populär.

## Merkmale
Das Texelschaf ist ein mittel- bis großrahmiges Schaf. Mutterschafe können ein Gewicht von 70 bis 80 kg erreichen bei einer Schulterhöhe von etwa 68 cm. Böcke erreichen ein Gewicht von 90 kg und eine Schulterhöhe von 70 cm. Das Wollaufkommen ist ca. 4 bis 5 kg bei einer Schur im Jahr. Bewollte und unbewollte Körperteile dieser Rasse sind weiß, dagegen ist die Nase schwarz. Zu den weiteren Charakteristiken gehören kräftige und mittellange Ohren sowie ein kurzer und stark bemuskelter Hals. Es ist vergleichsweise kurzbeinig, jedoch sind die Keulen stark entwickelt. Weitere Merkmale sind sein unbewollter und ungehörnter Kopf mit flacher, aber nicht zu breiter Stirn.
Muttertiere werfen durchschnittlich zwei Lämmer. Die Fortpflanzungszeit ist dabei streng saisonal: Die Mutterschafe werden im Herbst gedeckt, die Lämmer kommen im Frühjahr zur Welt. Die Lämmer wiegen bei der Geburt zwischen 4 und 5 kg. In seltenen Fällen kommen Würfe von vier oder fünf Lämmern vor, die beigefüttert werden müssen. Die Tragzeit ist gut 20 Wochen („5 Monate minus 5 Tage“). Die Lämmer sind ausgesprochen frohwüchsig und zeigen regelmäßig tägliche Zunahmen von 400 Gramm.
Genetische Analysen haben gezeigt, dass die hervorragenden Fleischeigenschaften des Texelschafs auf einer Mutation in dem Gen beruhen, das für Myostatin, ein Hemmer des Muskelwachstums, verantwortlich ist.
Nach verschiedenen Berichten kann sich die Rasse, wenn sie einmal auf die Seite oder den Rücken gerollt ist, nicht mehr selbstständig aufrichten, insbesondere, wenn die Wolle nass und schwer ist.

## Zuchtgeschichte
Der Ursprung der Rasse ist nicht gesichert. Es soll von hochbeinigen Schafen abstammen, die von Seefahrern von der Ostküste Afrikas mitgebracht wurden.
Mitte des 19. Jahrhunderts wurden die englischen Rassen Lincoln-, Leicester- und Wensleydaleschaf eingekreuzt, um einen besseren Ertrag an Wolle und Fleisch zu erhalten. Sowohl beim Lincolnschaf als auch beim Leicesterschaf handelt es sich um alte britische Langwollrassen. Das Wensleydale war aus Teeswater-Schafen entwickelt worden, in denen ein besonders herausragender Schafbock aus der Zuchtlinie der Dishley Leicester eingekreuzt wurde.
Das Texelschaf wurde wiederum in eine Reihe moderner Rassen zur Verbesserung deren Leistung eingekreuzt. Unter anderem ist die moderne Fleischleistungsrasse Beltex aus Texelschafen gezüchtet worden. Die Bedeutung des Texelschafes für die moderne Schafzüchtung ist ein Grund, warum Philip Walling in seiner Geschichte der britischen Schafzucht davon ausgeht, dass es heute in der gesamten westlichen Welt keine Schafrasse gibt, die nicht auch Erbgut des von Bakewell verbesserten Leicesterschafes aufweist.
Im August 2020 wurde in Schottland ein Widder dieser Rasse zu einem Preis von umgerechnet rund 410.000 € verkauft. Dies war der bis dahin höchste jemals erzielte Verkaufspreis für ein Schaf.

## Einzelbelege
1. 1 2 3 4  Hans Hinrich Sambraus: Farbatlas Nutztierrassen. Ulmer, Stuttgart 2001, S. 112.
2. ↑  A. Clop, F. Marcq, H. Takeda, D. Pirottin, X. Tordoir, B. Bibe, J. Bouix, F. Caiment, J. M. Elsen, F. Eychenne u. a.: A mutation creating a potential illegitimate microRNA target site in the myostatin gene affects muscularity in sheep. In: Nature Genetics. Bd. 38, 2006, S. 813–818, doi:10.1038/ng1810.
3. ↑  Cosima Schmitt: Urlaub unter Schafen. In: Zeit online. 29. November 2012.
4. ↑  Philip Walling: Counting Sheep. Profile Books, London 2014, S. 46.
5. ↑  „Das beste Texelschaf, das ich je gesehen habe“ In: Spiegel Online, 28. August 2020. Abgerufen am 29. August 2020.